# Carlosruizita
La carlosruizita és un mineral de la classe dels sulfats. Anomenat per Judith A. Konnert, Howard T. Evans, Jr., James J. McGee, i George E. Ericksen l'any 1994 en honor de Carlos Ruiz Fuller, el primer director del Servei Geològic Xilè. La carlosruizita és isostructural amb la fuenzalidaïta, amb la qual forma serie. És l'únic mineral conegut que conté iodat i selenat dins de la seva estructura.

## Classificació
Segons la classificació de Nickel-Strunz, la carlosruizita pertany a «07.D - Sulfats (selenats, etc.) amb anions addicionals, amb H₂O, amb cations de mida mitjana i grans; amb NO₃, CO₃, B(OH)₄, SiO₄ o IO₃» juntament amb els següents minerals: darapskita, humberstonita, ungemachita, clinoungemachita, charlesita, ettringita, jouravskita, sturmanita, thaumasita, bentorita, buriatita, rapidcreekita, korkinoïta, tatarskita, nakauriïta, chessexita, fuenzalidaïta, carraraïta i txeliabinskita.

## Característiques
La carlosruizita és un sulfat de fórmula química K₃Na₂Na₃Mg₅(IO₃)₆(SeO₄)₆(H₂O)₆. Cristal·litza en el sistema trigonal. La seva duresa a l'escala de Mohs és 2 a 3.

## Estructura
L'estructura es basa en dos blocs complexos. Cada bloc consisteix en una cadena doble formada per grups iodats trigonals-piramidals, enllaçats a dalt i a baix per capes de grups (Se,S,Cr)O₄. Les capes es troben separades per K+, Na+ i Mg2+. L'estructura és semblant als membres del grup de l'alunita.

## Formació i jaciments
S'ha descrit en lixiviats de la mena de nitrats coneguda com a Caliche Blanco associada ulexita, tarapacaïta, probertita, nitratina, lópezita, iquiqueïta, halita, guix, dietzeïta, darapskita, brüggenita. S'ha descrit només a la regíó de Tarapacá, Xile.